# Grand Prix de Belgique de Champ Car 2007
Résultats de l'unique édition du Grand Prix automobile de Belgique de Champ Car qui a eu lieu sur le circuit de Zolder le week-end du 24 au 26 août 2007.

## Qualification
| Pos | Nat                    | Pilote             | Écurie                     | Qual 1         | Qual 2         | Meilleur       |
| --- | ---------------------- | ------------------ | -------------------------- | -------------- | -------------- | -------------- |
| 1   | Drapeau de la France   | Sébastien Bourdais | Newman/Haas/Lanigan Racing | 1 min 14 s 023 | 1 min 12 s 821 | 1 min 12 s 821 |
| 2   | Drapeau de l'Australie | Will Power         | Team Australia             | 1 min 13 s 810 | 1 min 13 s 194 | 1 min 13 s 194 |
| 3   | Drapeau des Pays-Bas   | Robert Doornbos    | Minardi Team USA           | /              | 1 min 13 s 067 | 1 min 13 s 067 |
| 4   | Drapeau du Brésil      | Bruno Junqueira    | Dale Coyne Racing          | 1 min 14 s 433 | 1 min 13 s 313 | 1 min 13 s 313 |
| 5   | Drapeau du Royaume-Uni | Justin Wilson      | Rocketsports Racing        | 1 min 15 s 041 | 1 min 13 s 327 | 1 min 13 s 327 |
| 6   | Drapeau du Canada      | Alex Tagliani      | Rocketsports Racing        | 1 min 14 s 960 | 1 min 13 s 384 | 1 min 13 s 384 |
| 7   | Drapeau du Canada      | Paul Tracy         | Forsythe Pettit Racing     | 1 min 14 s 829 | 1 min 13 s 407 | 1 min 13 s 407 |
| 8   | Drapeau de la France   | Simon Pagenaud     | Team Australia             | 1 min 14 s 030 | 1 min 13 s 436 | 1 min 13 s 436 |
| 9   | Drapeau de la Suisse   | Neel Jani          | PKV Racing                 | 1 min 14 s 823 | 1 min 13 s 555 | 1 min 13 s 436 |
| 10  | Drapeau de l'Espagne   | Oriol Servià       | Forsythe Pettit Racing     | 1 min 14 s 812 | 1 min 13 s 720 | 1 min 13 s 720 |
| 11  | Drapeau de la Belgique | Jan Heylen         | Conquest Racing            | /              | 1 min 13 s 768 | 1 min 13 s 768 |
| 12  | Drapeau du Mexique     | Mario Domínguez    | Minardi Team USA           | -              | 1 min 13 s 810 | 1 min 13 s 810 |
| 13  | Drapeau des États-Unis | Graham Rahal       | Newman/Haas/Lanigan Racing | 1 min 14 s 224 | 1 min 13 s 822 | 1 min 13 s 822 |
| 14  | Drapeau du Royaume-Uni | Katherine Legge    | Dale Coyne Racing          | 1 min 15 s 603 | 1 min 13 s 987 | 1 min 13 s 987 |
| 15  | Drapeau de la France   | Tristan Gommendy   | PKV Racing                 | 1 min 14 s 590 | 1 min 13 s 995 | 1 min 13 s 995 |
| 16  | Drapeau du Royaume-Uni | Ryan Dalziel       | Pacific Coast Motorsports  | 1 min 15 s 498 | 1 min 14 s 002 | 1 min 14 s 002 |
| 17  | Drapeau des États-Unis | Alex Figge         | Pacific Coast Motorsports  | 1 min 15 s 934 | 1 min 14 s 744 | 1 min 14 s 744 |

## Classement
| Pos | No | Pilote             | Écurie                     | Tours | Temps/Abandon       | Grille | Points |
| --- | -- | ------------------ | -------------------------- | ----- | ------------------- | ------ | ------ |
| 1   | 1  | Sébastien Bourdais | Newman/Haas/Lanigan Racing | 71    | 1 h 45 min 21 s 997 | 1      | 33     |
| 2   | 19 | Bruno Junqueira    | Dale Coyne Racing          | 71    | + 13 s 655          | 4      | 27     |
| 3   | 2  | Graham Rahal       | Newman/Haas/Lanigan Racing | 71    | + 14 s 458          | 13     | 26     |
| 4   | 5  | Will Power         | Team Australia             | 71    | + 15 s 147          | 2      | 24     |
| 5   | 9  | Justin Wilson      | RuSPORT                    | 71    | + 15 s 972          | 5      | 21     |
| 6   | 7  | Oriol Servià       | Forsythe Pettit Racing     | 71    | + 17 s 150          | 10     | 19     |
| 7   | 14 | Robert Doornbos    | Minardi Team USA           | 71    | + 18 s 368          | 3      | 17     |
| 8   | 21 | Neel Jani          | PKV Racing                 | 71    | + 19 s 073          | 9      | 15     |
| 9   | 8  | Alex Tagliani      | Rocketsports Racing        | 71    | + 23 s 833          | 6      | 13     |
| 10  | 3  | Paul Tracy         | Forsythe Pettit Racing     | 71    | + 24 s 500          | 7      | 11     |
| 11  | 11 | Katherine Legge    | Dale Coyne Racing          | 71    | + 28 s 843          | 14     | 10     |
| 12  | 15 | Simon Pagenaud     | Team Australia             | 71    | + 33 s 187          | 8      | 9      |
| 13  | 34 | Jan Heylen         | Conquest Racing            | 71    | + 1 min 12 s 098    | 11     | 8      |
| 14  | 29 | Alex Figge         | Pacific Coast Motorsports  | 71    | + 1 tour            | 17     | 7      |
| 15  | 28 | Ryan Dalziel       | Pacific Coast Motorsports  | 67    | + 4 tour            | 16     | 6      |
| 16  | 22 | Tristan Gommendy   | PKV Racing                 | 60    | Mécanique           | 15     | 5      |
| 17  | 4  | Mario Domínguez    | Minardi Team USA           | 47    | Mécanique           | 12     | 4      |

## Pole position & Record du tour
- Pole Position : Sébastien Bourdais en 1 min 12 s 821
- Tour le plus rapide : Sébastien Bourdais en 1 min 14 s 089 au 39e tour.

## Tours en tête
- Sébastien Bourdais : 51 (1-40, 48-50 et 64-71)
- Simon Pagenaud : 13 (51-63)
- Graham Rahal : 7 (41-47)

## À noter
- 29e victoire pour Sébastien Bourdais.
- 103e victoire pour Newman/Haas/Lanigan Racing.
- Robert Doornbos subit une casse moteur lors des essais du vendredi ce qui l'empêcha de participer à la qualification no 1.
- Dan Clarke, en probation depuis un accident avec Justin Wilson au Grand Prix automobile de San José, fut exclu du weekend pour une manœuvre dangereuse ayant entraîné de graves dommages sur la voiture de Jan Heylen lors des essais du vendredi. Il fut remplacé par Mario Domínguez à partir de samedi. Clarke fut dans un premier temps aussi exclu du weekend de course suivant, mais cette sanction fut levée ensuite.